# Kimmo Kontula
Kimmo Kaleva Kontula, född 13 oktober 1950 i Helsingfors, är en finländsk läkare, specialist i invärtes medicin och endokrinologi.
Kontula blev medicine och kirurgie doktor 1975 och utnämndes 1996 till professor i invärtes medicin vid Helsingfors universitet. Han har publicerat vetenskapliga arbeten om endokrinologi och metabolism samt om klinisk tillämpning av molekylär genetik. Han är sedan 2001 ordförande för Finska kulturfonden.
För sina vetenskapliga rön om den genetiska bakgrunden till hjärt- och kärlsjukdomar belönades han 2005 med Matti Äyräpää-priset. År 1994 utnämndes han till ledamot av Finska Vetenskapsakademien.